# Івасюта Михайло Кирилович
Івасюта Михайло Кирилович (1 червня 1923, с. Загір'я, нині Тернопільського району Тернопільської області, Україна — 28 серпня 1992, Львів) — український історик, доктор історичних наук, професор.

## Життєпис
Народився в селі Загір'я. У 1947 році Закінчив історичний факультет Львівського педагогічного інституту. У 1948—1952 рр. навчався в аспірантурі Львівського університету.
У 1954—1958 рр. — директор Українського державного музею етнографії та художнього промислу Академії Наук УРСР.
В Інституті суспільних наук працював упродовж 1953—1973 рр. Від 1958 — старщий науковий співробітник, завідувач відділу історії України, заступник директора. Від 1974 року — професор кафедри історії КПРС, у 1977—1986 — завідувач кафедрою історії УРСР Львівського університету.
Працював у складі редколегії «Історії міст і сіл Української РСР» та на посаді заступника голови Львівської організації Українського товариства охорони пам'яток історії та культури.

## Науковий доробок
- Нарис історії колективізації на Тернопільщині. — К., 1958;
- Розвиток колгоспного ладу в західних областях Української РСР. — К., 1960;
- Нариси колгоспного будівництва в західних областях Української РСР. — К., 1962;
- Історія селянства Української РСР, т. 2. — К., 1967.